# 三遊亭圓左衛門
三遊亭 圓左衛門（さんゆうてい えんざえもん）または橘家 圓左衛門（たちばなや えんざえもん）は、落語家の名跡。
- 橘家圓左衛門 - 四代目橘家圓太郎の門下。1898年に来阪し寄席に出ていたが胃の病気に侵され帰京後まもなく亡くなった。享年54。
- 三遊亭圓左衛門 - 本項にて記述

三遊亭 圓左衛門（さんゆうてい えんざえもん、1961年3月20日 - ）は、落語家。本名：奥井 裕史。出囃子は『よさこい節』。

## 人物
静岡県浜松市生まれ。父親は自衛隊員。名古屋市立守山東中学校・東邦高校卒業。日本大学法学部を中退し、5代目三遊亭圓楽に入門。出囃子は『よさこい節』。
長年にわたり東京都台東区谷中に在住したが、2011年に船橋へ転居。
古典落語を中心に、谷根千において「やねせん亭」を定期的に開催するなど、とくに地域寄席に力を入れて活躍中。地元は継続的に大切にしながらも、船橋においては「ふなっこ寄席」も開催しており、これを根付かせるために転居したとしている。

## 芸歴
- 1982年10月、5代目三遊亭圓楽に入門。三遊亭圓左衛門となる。
- 1985年10月、二つ目昇進。
- 1991年5月、真打昇進。
- 2020年、両国寄席の公式サイトから名前が削除されるが、2021年発行の「東西寄席演芸家年鑑２」（東京かわら版発行）には、五代目円楽一門会の項目に名前と顔写真・プロフィールが掲載されている。

## 趣味・特技
俳句、琴、浦和レッズサポーター（なぜ「レッズ」なのかは、最寄りの日暮里駅から「浦和駒場スタジアム」まで、京浜東北線で1本で行けることと、小野伸二の天才ぶりに惚れたから、らしい）